# Doina Elena Federovici
Doina Elena Federovici (n. 30 mai 1974, Săveni, România) este un senator român, ales în 2012. 